# S'ha Acabat la Festa

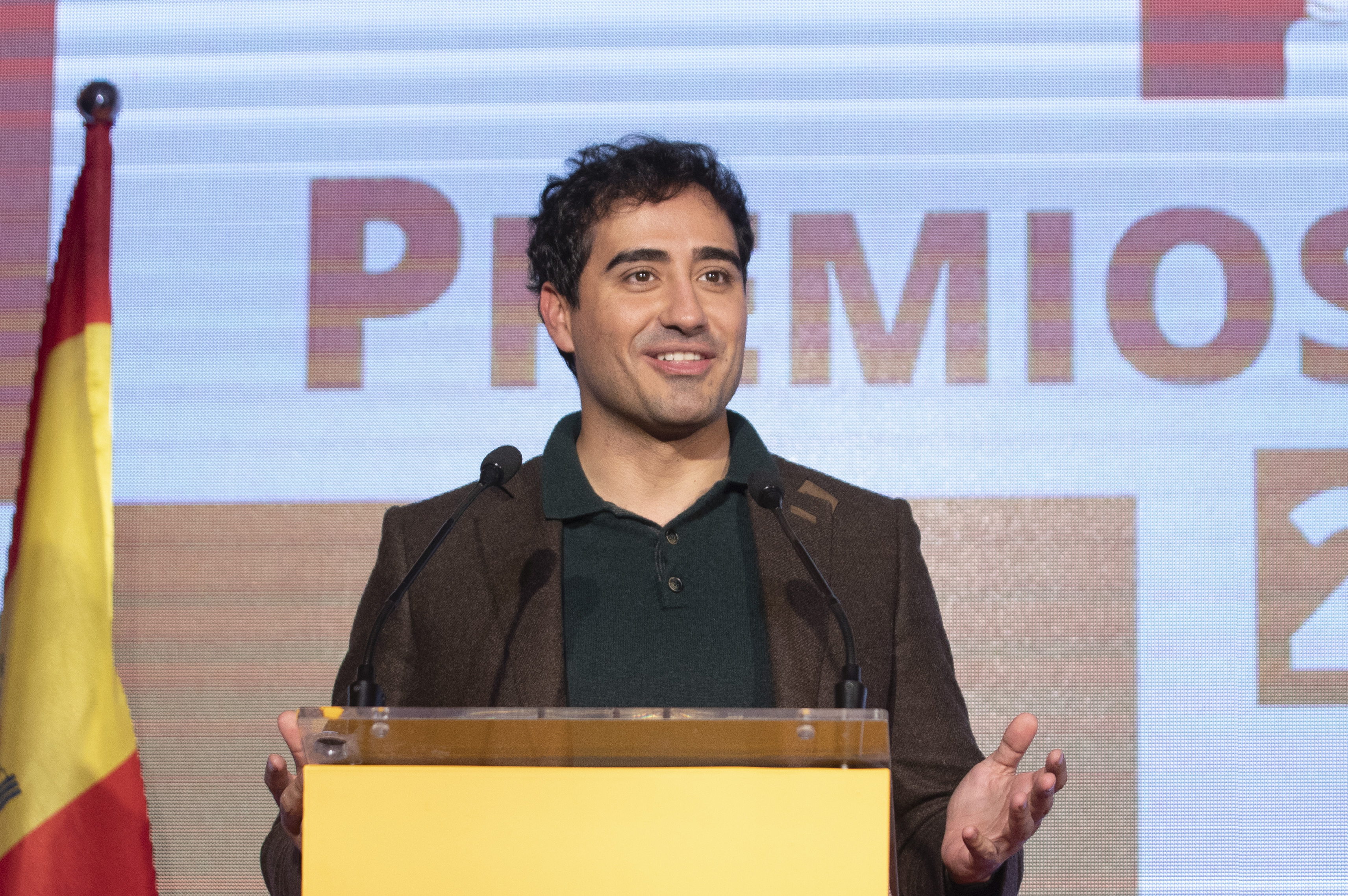
Alvise Pérez, any 2021

S'ha Acabat la Festa (en castellà, Se Acabó La Fiesta; també abreviat com SALF) és una agrupació d'electors d'extrema dreta espanyola fundada pel youtuber Alvise Pérez.
L'agrupació d'electors es va registrar per a participar en les eleccions al Parlament Europeu de 2024 i va aconseguir 3 escons i prop de 800.000 vots en els comicis celebrats el diumenge 9 de juny de 2024 amb una campanya feta exclusivament per xarxes, en quedades per diferents ciutats de l'estat espanyol i basada en informacions falses. Políticament, SALF s'ha descrit com una força política anti-corrupció, anti-establishment i liberal, però no té un programa electoral. Bàsicament, S'ha Acabat la Festa té un discurs basat en la seguretat, la lluita contra la corrupció i la persecució dels partits tradicionals. Té un discurs obertament xenòfob i contrari al feminisme. I tot plegat, amanit d'un entorn conspiranoic en què assenyala a les administracions de voler-lo fer desaparèixer.

## Context
Alvise Pérez, el fundador de SALF, és conegut per la seva activitat a les xarxes socials, ja que tenia, justs abans de les eleccions europees de 2024, centenars de milers de seguidors a Instagram (807.000), Telegram (459.000), YouTube (278.000), Facebook (221.000) i TikTok (93.000). A Twitter també tenia un compte amb més de 200.000 seguidors, però l'hi van tancar perquè publicava mentides i notícies falses.
És fill d'un empresari sevillà i té uns quants germans, un dels quals agent de la Guàrdia Civil. De jove va tenir un primer contacte amb la política quan va militar a Unió, Progrés i Democràcia (UPyD),el partit espanyolista que va crear Rosa Díez. Posteriorment, es va traslladar a Leeds per treballar a l'Institut Cervantes. Durant la seva estada va formar part de les joventuts dels liberal-demòcrates. Des de llavors, alguns analistes consideren que les seves opinions s'han desplaçat cap a la dreta política i altres com anti-establishment i ultradreta
Torna a Estat espanyol i el 2017 s'afilia a Ciutadans i arribarà a ser-ne assessor. L'any 2019, coincidint ja en el col·lapse del partit, Pérez va ser destituït del partit de Ciutadans per unes declaracions polèmiques a Twitter. Des de la pandèmia de la COVID-19 a Espanya, s'havia convertit en una figura destacada del moviment tipus de dreta alternativa a Espanya. Després de Ciutadans, organitzacions ultracatòliques com Hazte Oír haurien confiat en les seves capacitats per a la propaganda per lliurar la seva guerra contra el confinament, la vacunació i una suposada dictadura sanchista. Pocs anys després s'apropa a Vox, però els acabarà criticant ja que "va atacar l'ex-diputat de Vox Juan Luis Steegman, que és metge de professió i feia discursos a favor de la vaccinació. Pérez el va acusar de cobrar milers d'euros d'empreses farmacèutiques, fet que va obligar Vox a emetre un comunicat desmentint les acusacions".
Les activitats de Pérez a les xarxes socials són controvertides, i els seus crítics l'han acusat de difondre desinformació i notícies falses sobre personalitats d'esquerra espanyola, i de ser un populista d'extrema dreta. Alise Pérez va ser denunciat davant els tribunals en diverses ocasions per alguns polítics i periodistes, com ara Ana Pastor (per intromissió il·legítima del dret a la pròpia imatge de la periodista); Manuela Carmela (per esbombar una notícia falsa on deia que havia rebut un respirador a casa en plena pandèmia; Alvise fou condemnat per vulnerar el dret a l'honor, esborrar la piulada i pagar-li 5.000 euros); el ministre de Transports Óscar Puente, l'exministre José Luis Ábalos (per publicar unes fotografies de l'exministre a casa seva, acusant-lo de tenir problemes de salut mental, judici que caldrà repetir per errors durant el procediment); Salvador Illa (de qui va difondre que havia donat positiu en Covid-19 dies abans de les eleccions, en plena pandèmia, difonent una imatge falsa d'una PCR). També està en curs la denúncia interposada per Ainhoa Sánchez, filla del president del govern espanyol, de qui va difondre la seva imatge (quan era menor) i explicar on estudiava.
Pérez es va defensar de totes aquestes denúncies dient que formaven part d'una campanya de persecució política i mediàtica, amb l'objectiu de silenciar-lo i va expressar l'esperança que l'obtenció de la condició de diputat al Parlament Europeu li permetria obtenir immunitat judicial. Segons el periodista Víctor Rodrigo, "Alvise Pérez ho té clar: Europa, per a ell, és completament irrellevant. Només vol una plataforma, fer un salt sòlid a la política, per després virar a l'escenari estatal. Totes les seves proclames durant la campanya, també propostes, van dirigides a la política espanyola: la immigració, la seguretat, el sistema de finançament de partits, els impostos...". De manera semblant ho afirma Tomás Muñoz: "La seva elecció com a europarlamentari té com a conseqüència que les demandes penals que afronta s’hagin de traslladar al Tribunal Suprem i aquest, alhora, hagi d'emetre un suplicatori a la cambra d'Estrasburg per jutjar-lo. Com a mínim, aquest procés dilataria els processos. És una cosa que no només no amaga, sinó que, tal com Moreno afirma rotundament, “un dels seus principals objectius polítics és la impunitat. No és una especulació dels qui el seguim intentant entendre el fenomen, és una part central del discurs. Ell està demanant empara als seus seguidors per poder fer el que anomena “justícia”, la seva presumpta lluita contra els polítics i que a la pràctica són un conjunt d'activitats presumptament delictives”."

## Història
L'agrupació es va fundar a principis del 2024 al voltant de la figura d'Alvise Pérez i va anunciar que SALF participaria a les eleccions al Parlament Europeu de 2024 a Espanya, on va quedar inscrita com a número 23 de les 33 llistes participants.
L'anunci oficial que SALF participaria a les eleccions al Parlament Europeu de 2024 va arribar el 22 de febrer de 2024 a través del seu canal de Telegram.
SALF va fer la seva campanya a través de les xarxes socials confiant en la seva gran comunitat en línia i va evitar gastar diners en manifestacions massives de tipus tradicionals. La plataforma electoral de Pérez incloïa la promesa d'un sorteig mensual del seu sou com a eurodiputat i un possible referèndum sobre la sortida d'Espanya de la Unió Europea.
En desembre de 2024 Conservadors i Reformistes Europeus va admetre els eurodiputats Diego Solier i Nora Junco de SALF, rebutjant a Alvise després que s'obrissin investigacions judicials contra ell Pérez per presumptes delictes de corrupció, estafa, blanqueig de capitals i falsedat documental, i finalment en maig de 2025 Solier i Junco van abandonar la formació.

## Ideologia
S'ha acabat la Festa no no té programa electoral i les seves propostes s'extreuen d'allò que ha deixat anar Alvise Pérez als seus vídeos. Rac 1 va resumir les 10 propostes que el youtuber havia llençat als mitjans:
1. "Prohibir el vot a qui hagi cobrat subvencions o ajudes públiques durant un determinat període.
2. Construir una presó gegantina, com les de Nayib Bukele, per tancar-hi milers de persones, incloses les que duguin tatuatges de bandes.
3. Perseguir la delinqüència enviant pedòfils i assassins a treballs forçats.
4. Limitar el poder dels mitjans de comunicació per lluitar contra la manipulació i les notícies falses.
5. Sortir de la Unió Europea si no es respecta la sobirania nacional espanyola.
6. Protegir constitucionalment l'ús dels diners en efectiu.
7. Lluitar contra la corrupció, sense concrecions.
8. Retallar l'administració per reduir la burocràcia.
9. Protegir la unitat d'Espanya.
10. Donar el seu sou íntegrament al partit".[2]

Alvise Pérez "ha tingut a favor la seva presència a les xarxes socials i l'onada ultra que recorre tot el continent. Ha aprofitat qualsevol plataforma per fer campanya i vendre’s com un redemptor que salvarà Espanya dels mals del socialisme, l'independentisme, la immigració i el feminisme, tot plegat embolicat amb la cortina de fum de la lluita contra la corrupció". Alvise Pérez ha aconseguit crear una potent comunitat política, on fa creure que tots són iguals i acompanyen un justicier que vol donar guerra contra els polítics institucionals, però lluita contra la corrupció a base de desinformació, discursos d'odi, d'apologia de la violència i de mentides.
Per altres periodistes, Alvise Pérez representa quelcom molt més contemporani: "és la unió entre entre el fet ultramodern en el camp de la comunicació a les xarxes i la reacció clàssica de la dreta ultramuntana espanyola amb un vernís conspiranoic trumpista".
Pérez va defensar obertament idees polítiques per encaixar en el liberalisme i el liberalisme econòmic. No obstant això, diversos observadors polítics i comentaristes crítics van descriure l'agrupació com a d'extrema dreta o a la dreta de Vox. Pérez és conegut per criticar el que anomena la casta política, que fins i tot inclou el Partit Popular i Vox.

## Resultats electorals

### Parlament Europeu 2024
L'agrupació va obtenir 800.650 vots (el 4,58% del total), amb un 99,96% escrutat i tres representants al Parlament Europeu situant-se com la sisena candidatura més votada, per davant de Podem i Junts i molt a prop de Sumar i Ara Repúbliques, integrant-se en Conservadors i Reformistes Europeus.
Els vots de la nova formació, segons el CIS, venen, en gran manera de Vox, de persones joves que no van votar a les anteriors eleccions europees i recull un 11% d'antics votants de Ciutadans i el PP i un 8% d'abstencionistes.
| Eleccions al Parlament Europeu | Eleccions al Parlament Europeu | Eleccions al Parlament Europeu | Eleccions al Parlament Europeu | Eleccions al Parlament Europeu | Eleccions al Parlament Europeu | Eleccions al Parlament Europeu | Eleccions al Parlament Europeu | Eleccions al Parlament Europeu |
| Data                           | Candidat                       | Vots                           | +/–                            | %                              | +/–                            | Escons                         | +/–                            |                                |
| ------------------------------ | ------------------------------ | ------------------------------ | ------------------------------ | ------------------------------ | ------------------------------ | ------------------------------ | ------------------------------ | ------------------------------ |
| 2024                           | Luis Pérez Fernández           | 800.650                        | N/D                            | 4,58                           | N/D                            | 3 / 61                         | N/D                            |                                |